# Paul-Fleming-Denkmal

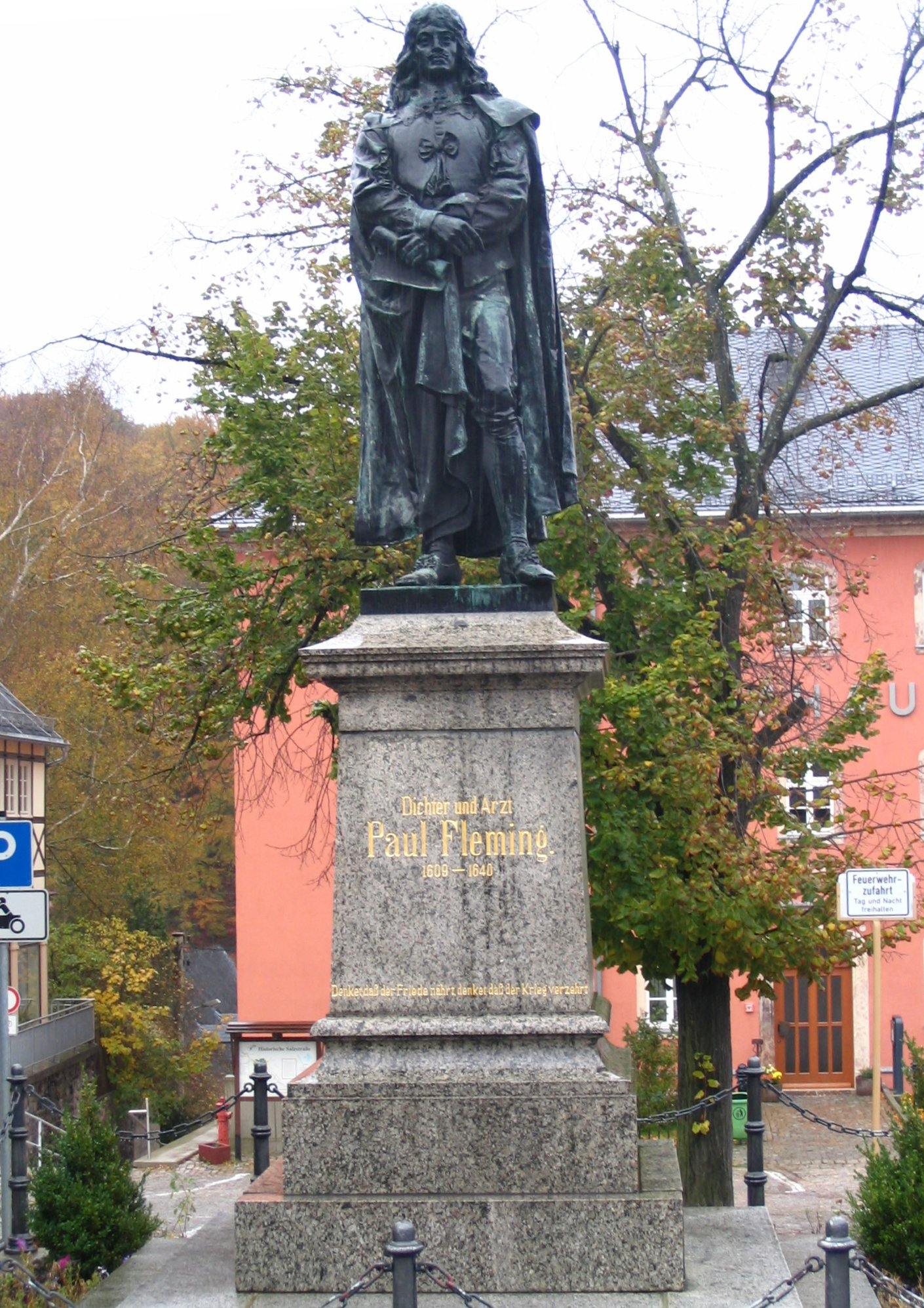
Paul-Fleming-Denkmal in Hartenstein (2005)

Das Paul-Fleming-Denkmal in Hartenstein im sächsischen Erzgebirge erinnert an den frühneuzeitlichen deutschen Arzt und Schriftsteller Paul Fleming (1609–1640), der in Hartenstein geboren wurde.

## Standort
Das Denkmal hat seinen Standort auf dem Marktplatz von Hartenstein, wo einst das alte Rathaus der Stadt stand.

## Geschichte
Die Anregung zur Errichtung des Denkmals stammt vom Landtagsabgeordneten Friedrich Straumer aus dem Jahre 1884. Es dauerte über zehn Jahre, bis ausreichend Geld für die Anfertigung des Denkmals durch Spenden eingesammelt worden war. Ausführender Bildhauer war Max Meißner aus Friedenau bei Berlin. Das Denkmal wurde am 28. Mai 1896 im Rahmen eines Volksfestes enthüllt.